# アルグエッロ
アルグエッロ（イタリア語: Arguello）は、イタリア共和国ピエモンテ州クーネオ県にある、人口約200人の基礎自治体（コムーネ）。

## 地理

### 位置・広がり

#### 隣接コムーネ
隣接するコムーネは以下の通り。
- アルバレット・デッラ・トッレ
- チェッレート・ランゲ
- クラヴァンツァーナ
- レークイオ・ベッリア